# Înapoi la trupurile voastre răzlețite!
Înapoi la trupurile voastre răzlețite! (1971) (titlu original To Your Scattered Bodies Go) este un roman science fiction, primul din seria Lumea Fluviului scrisă de Philip José Farmer. A câștigat premiul Hugo pentru Cel mai bun roman în 1972 la a 30-a Convenție Mondială de Science Fiction (Worldcon). Titlul își are originea în al șaptelea sonet al poetului englez John Donne:
At the round earth's imagin'd corners, blow
Your trumpets, angels, and arise, arise
From death, you numberless infinities
Of souls, and to your scattered bodies go.
(Din cele patru vânturi ale rotundei lumi, suflați
Trompetele, voi, îngeri și vă ridicați, vă ridicați
Din moarte, voi, infinități nenumărate
De suflete, înapoi la trupurile voastre răzlețite!)

## Acțiunea romanului
Romanul începe cu trezirea din moarte a aventurierului Sir Richard Burton într-o lume ciudată, formată pe cursul unui fluviu. El descoperă că este doar unul dintre miliardele de oameni morți de-a lungul istoriei Pământului, începând din neolitic până în anul 2008. La început, oamenii readuși la viață se concentrează pe supraviețuire, deși nevoia elementară de hrană este împlinită în mod misterios. Burton decide să caute capătul fluviului și să descopere motivul învierii. Pe drum, el este făcut sclav de către un criminal de război nazist, Hermann Göring și este contactat de către un membru al unei organizații misterioase responsabile pentru readucerea la viață a omenirii. Acesta îl recrutează pentru a dejuca planurile atent puse la punct ale grupului.

## Istoria publicării
Romanul și seria Lumea Fluviului însăși se bazează pe un roman anterior al lui Farmer, nepublicat, intitulat Owe for the Flesh. A fost serializat sub forma a două nuvele separate, "The Day of the Great Shout" (apărută în numărul din ianuarie 1965 al Worlds of Tomorrow) și "The Suicide Express" (apărută în numărul din martie 1966 al Worlds of Tomorrow)